# Raffaele Ursini
 (avril 2025).
Raffaele Vittorio Ursini (1926, Roccella Ionica - 22 novembre 1946, Lausanne), entrepreneur italien.

## Biographie
En 1949, Raffaele Urisini qui est alors comptable, est employé pour la société Liquigas, société leader de la distribution de Gaz de pétrole liquéfié en Italie. À la suite d'une rapide carrière et grâce à son mentor, l'entrepreneur et philanthrope Michelangelo Virgillito de Paternò, il arrive en 1955 à la direction général de Liquigas, puis, quatre ans après, entre au conseil d'administration (en 1959) et devient administrateur délégué (en 1961).
Aux mains de Liquigas et du patrimoine de Michelangelo Virgillito, amplement recapitalisé, Ursini varie les secteurs d'activité et de distribution de la société en créant un conglomérat. Il se prévaut de plusieurs crédits auprès de banques telles que la Cassa del Mezzogiorno et l'ICIPU.
L'expansion subséquente de la société, avec l'aide d'autres sociétés telles que Pierrel et la Società Italiana per le Strade Ferrate Meridionali (Société Italienne des Voies Ferrées Méridionales), a surtout lieu dans le domaine de l'élevage, avec l'acquisition de Cip-Zoo, une entreprise spécialisée dans l'élevage de volailles en batterie. La société a aussi acquis des sociétés du domaine de l'industrie céramique : la Pozzo, la Manufacture de Doccia et la Società Assicuratrice Industriale, plus tard racheté par Fiat et IFI -G.Agnelli A en 1976.
Raffaele Ursini fait construire à Saline Joniche une usine pour produire des protéines par fermentation d'hydrocarbures pour produire de la viandes comestibles servant d'abord à l'alimentation animale puis pour les lapins à fourrure. Ursini est alors propriétaire de sociétés au Brésil, en Équateur, au Nigeria, au Liban et en Turquie.
Entre 1966 et 1971, il reçoit trois prix au Mérite de la République italienne, dont celui de chevalier de l'ordre du Mérite du travail.
Dans les années 1970, la crise dans le secteur chimique italien oblige Raffaele Ursini à vendre la société Liquigas à l'entreprise ENI et la Società Assicuratrice Industriale à Salvatore Ligresti. Accusé de falsification de comptes, Ursini fuit en Amérique du Sud à la suite de la condamnation.

## Honneurs
Grand officier de l'ordre du Mérite de la République italienne (1966)
 Chevalier de Grand-Croix de l'ordre du Mérite de la République italienne (1971)
 Chevalier de l'ordre du Mérite du travail (1971)

## Sources secondaires
- Personnalité illustre de Roccella Jonica.
- Salvatore Ligresti
- Raffaele Vittorio Ursini, détails des honneurs sur le site du Quirinal. N°1043
- Raffaele Vittorio Ursini, détails des honneurs sur le site du Quirinal. N°34448
- Raffaele Vittorio Ursini, détails des honneurs sur le site du Quirinal. N°258757
- Raffaele Ursini et Salvatore Ligresti, article de La Repubblica.
- Duel pour la SAI entre Ursini et Ligresti, article de La Repubblica.